# سیارک ۵۰۰۲
سیارک ۵۰۰۲ (به انگلیسی: 5002 Marnix، نامگذاری:1987SS3) پنج هزار و دومین سیارک کشف شده‌است که در ۲۰ سپتامبر ۱۹۸۷ کشف شد.
قدر مطلق سیارک برابر ۱۳٫۴۰ است.